# Celia Kaye
Celia Kaye, nata Celia Kay Burkholder (Carthage, 24 febbraio 1942), è un'attrice statunitense.

## Filmografia parziale

### Cinema
- L'isola dei delfini blu (Island of the Blue Dolphins), regia di James B. Clark (1964)
- Seme selvaggio (Wild Seed), regia di Brian G. Hutton (1965)
- Un leone nel mio letto (Fluffy), regia di Earl Bellamy (1965)
- Rattlers, regia di John McCauley (1976)
- Un mercoledì da leoni (Big Wednesday), regia di John Milius (1978)
- Vampiro a mezzanotte (Vampire at Midnight), regia di Gregory McClatchy (1988)

### Televisione
- The New Loretta Young Show – serie TV, 15 episodi (1962-1963)
- Carovane verso il West (Wagon Train) – serie TV, un episodio (1964)
- Il Calabrone Verde (The Green Hornet) – serie TV, 2 episodi (1967)
- Iron Horse – serie TV, episodio 1x25 (1967)
- La casa nella prateria (Little House on the Prairie) – serie TV, episodio 1x03 (1974)

## Riconoscimenti
- Golden Globes
  - 1965: migliore attrice debuttante